# لیا، مالت
لیا (به لاتین: Lija) یک منطقهٔ مسکونی در مالت است که در منطقه مرکزی مالت واقع شده است. بخش لیا ۱٫۱ کیلومتر مربع مساحت و ۳٬۲۰۲ نفر جمعیت دارد.